# 普魯士省
普魯士省 （德語：Provinz Preußen）是1829年至1878年間普魯士王國的省分，由前東普魯士和西普魯士兩省組成。 
為了區分以前普魯士公國的領土（東普魯士）與後來的普魯士王國，「普魯士省」一詞有時亦代表國王腓特烈一世於1701年加冕後所統治的地區。
1772年第一次瓜分波蘭後，東普魯士和西普魯士兩省於之後一年成立。東普魯士省由原普魯士公國和厄姆蘭地區所組成，而西普魯士省則由前皇家普魯士的大部分地區組成。
1824年4月13日，東普魯士和西普魯士兩省成為了共主邦聯，而數年後的1829年12月3日，兩省建制上正式組成了普魯士省。1878年4月1日，普魯士省再重新分為東與西普魯士兩省。